# Área de Conservação da Paisagem de Kostivere

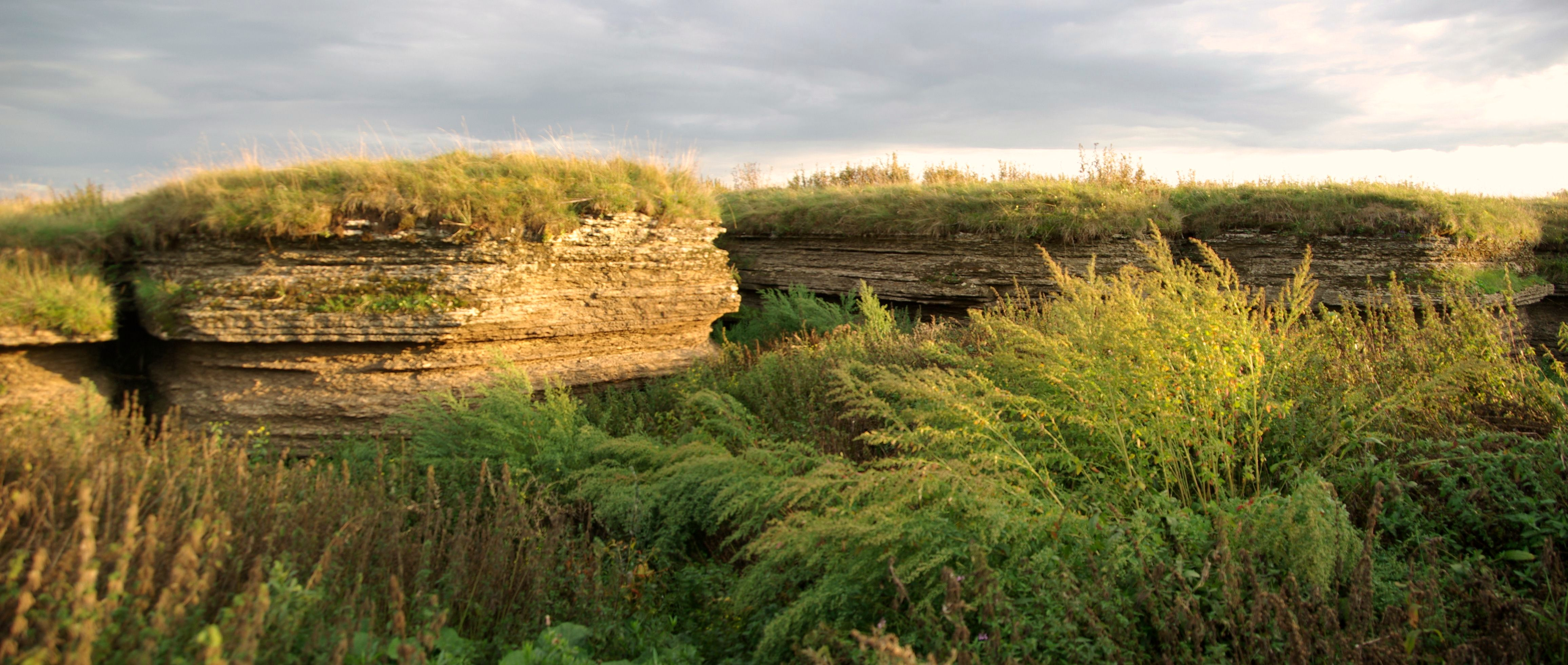
A área cárstica de Kostivere.

A Área de Conservação da Paisagem de Kostivere é um parque natural situado no condado de Harju, na Estónia.
A sua área é de 112 hectares.
A área protegida foi designada em 1959 para proteger a área carstica de Kostivere e os seus arredores.